# Tasilhumpo kolostor
A Tasilhunpo kolostor (tibeti: བཀྲ་ཤིས་ལྷུན་པོ་, wylie: bkra shis lhun po, kínai: 扎什倫布寺, pinjin: Csa-si-lun-pu szi) történelmi és kulturális jelentőségű tibeti buddhista kolostor Sigace városban (Tibet második legnagyobb települése), amelyet 1447-ben alapított az 1. dalai láma, Gedun Trupa, A kolostort kifosztották, amikor 1791-ben a Gorkha királyság megszállta Tibetet és elfoglalta Sigace városát. Egy kínai és tibeti egyesített sereg végül sikeresen elűzte a betolakodókat, egészen Katmandu külvárosáig. A békeszerződésbe foglaltak szerint a gurkáknak öt évente sarcot kellett fizetniük, és minden elkobzott tárgyat vissza kellett szolgáltatniuk a Tasilhunpo kolostor számára.
A kolostor hagyományosan a soron következő pancsen láma (más néven „Tasi”) reinkarnációjának a székhelye. Ez a tulku vonal a gelug hagyomány második legfontosabb pozíciója a tibeti buddhizmuson belül. of Tibetan Buddhism. A pancsen láma három kisebb körzet fölött gyakorolt világi hatalmat, jóllehet Sigace városa nem tartozott ezek közé, amelyet egy Lhászában kinevezett dzongpön (prefectus) irányított.
A város központjában található hegy tetejére épült kolostor teljes tibeti nevének jelentése „minden vagyon és boldogság ide gyűlt” vagy „dicsőség halom”. Samuel Turner, brit felfedező tiszt, a Kelet-indiai Társasággal látogatott el a kolostorba a 18. században, a következőképpen jellemezte:
|  | „Amennyiben bármilyen külső körülménynek emelni kéne a palota csodás szépségét, semmi sem díszíthetné úgy számtalan aranyozott előtetőit és tornyait, mint a közvetlenül szemközti oldalon teljes pompájában felkelő nap. Varázslatos és tündöklő látványt nyújtott, a hatása egészen varázslatos volt, és olyan benyomást tett rám, amelyet az idő vas foga sem fog tudni eltüntetni az emlékezetemből. ” |
|  | |

A falon kívül a zarándokok körbe szokták járni a kolostort a szent ösvényen (lingkhor). Annak ellenére, hogy az épületek többségét elpusztították a kulturális forradalom idején, ezek főleg a 4000 szerzetes lakhelyéül szolgáló épületek voltak és a kolostor maga nem sérült olyan mértékben, mint más vallásos építmények Tibetben, ugyanis a pancsen láma székhelye kínai ellenőrzésű területen maradt. 1966-ban azonban a vörös gárdisták vezette szoborrongálások, kézirat-égetések során felnyitották a pancsen lámák 5-9. századi relikviáit őrző sztúpákat, és bedobálták azokat a folyóba. Néhányat sikerült megmentenie a helyieknek, és 1985-ben a 10. pancsen láma, Csökji Gyalcen új sztúpa építésébe kezdett, hogy ott helyezhesse el elődei ereklyéit. 1989. január 22-én adták át az építményt, hat nappal az 51 éves, magas rangú láma halála előtt.

## Története

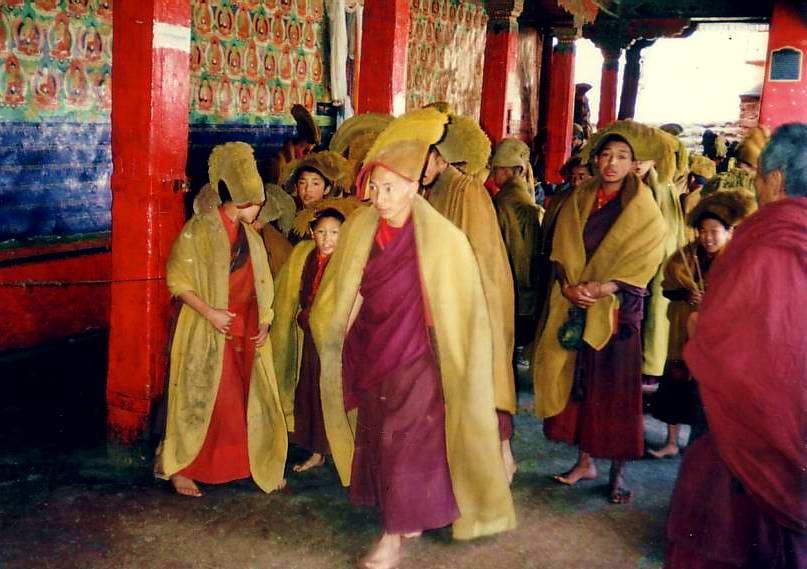
Szertartásra igyekvő szerzetesek, Tashilhunpo, 1993

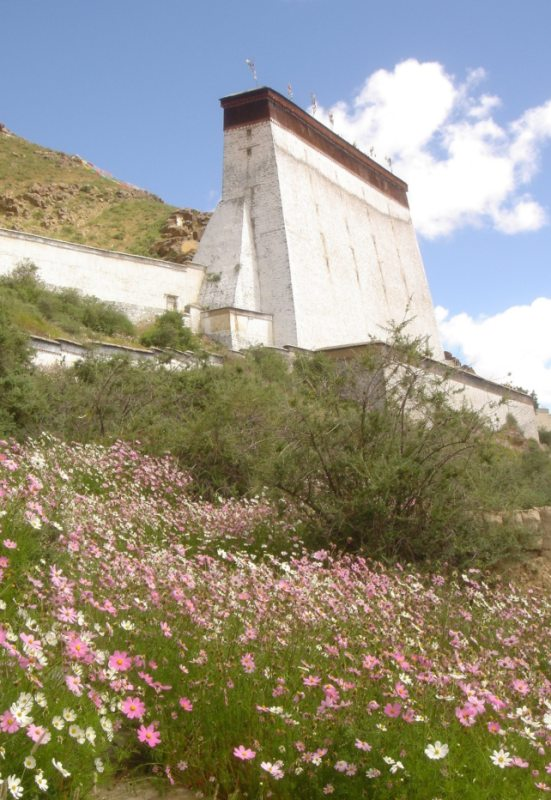
A kolostorra néző thangka-fal

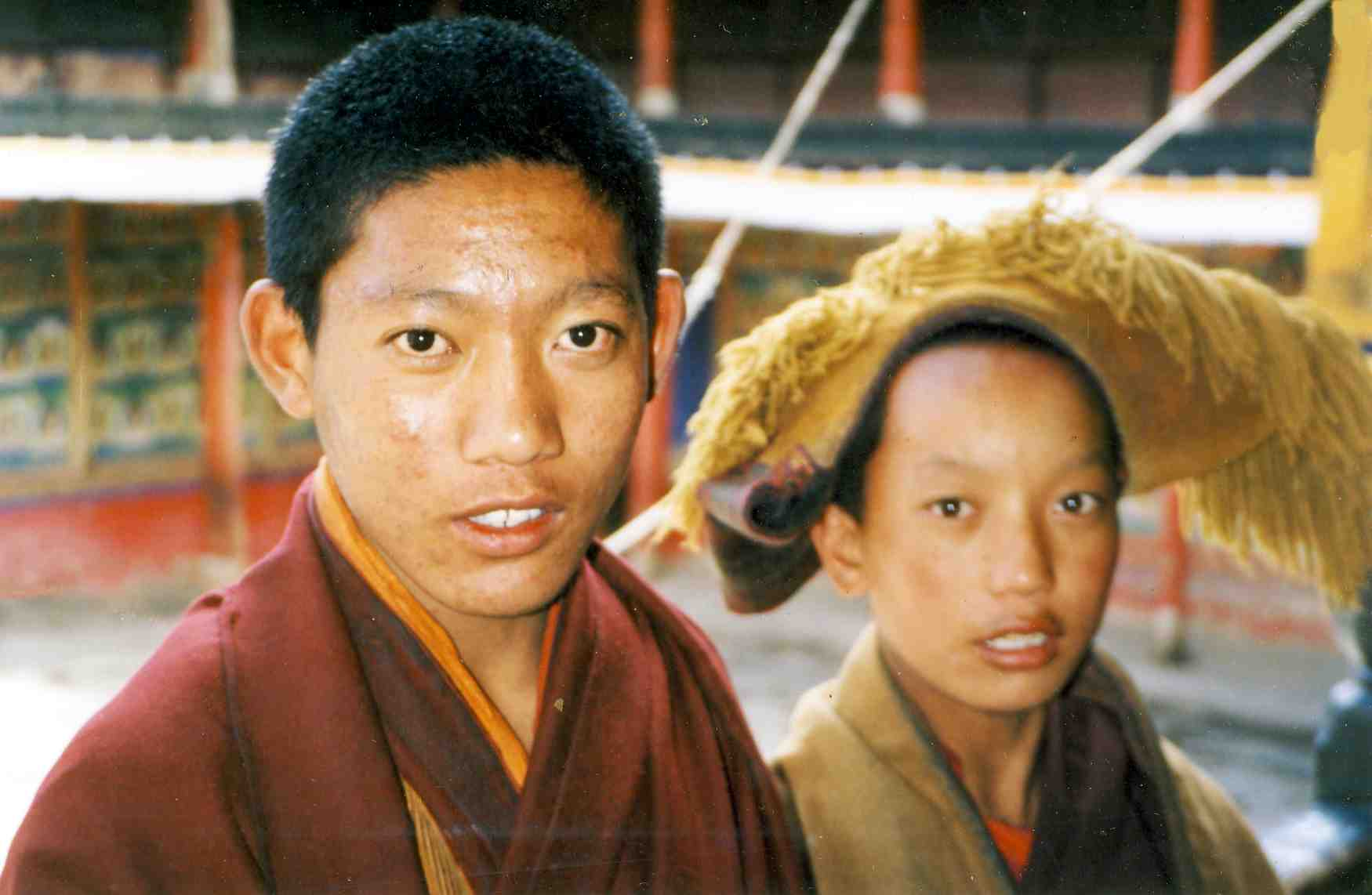
A kolostor két papnövendéke, 1993

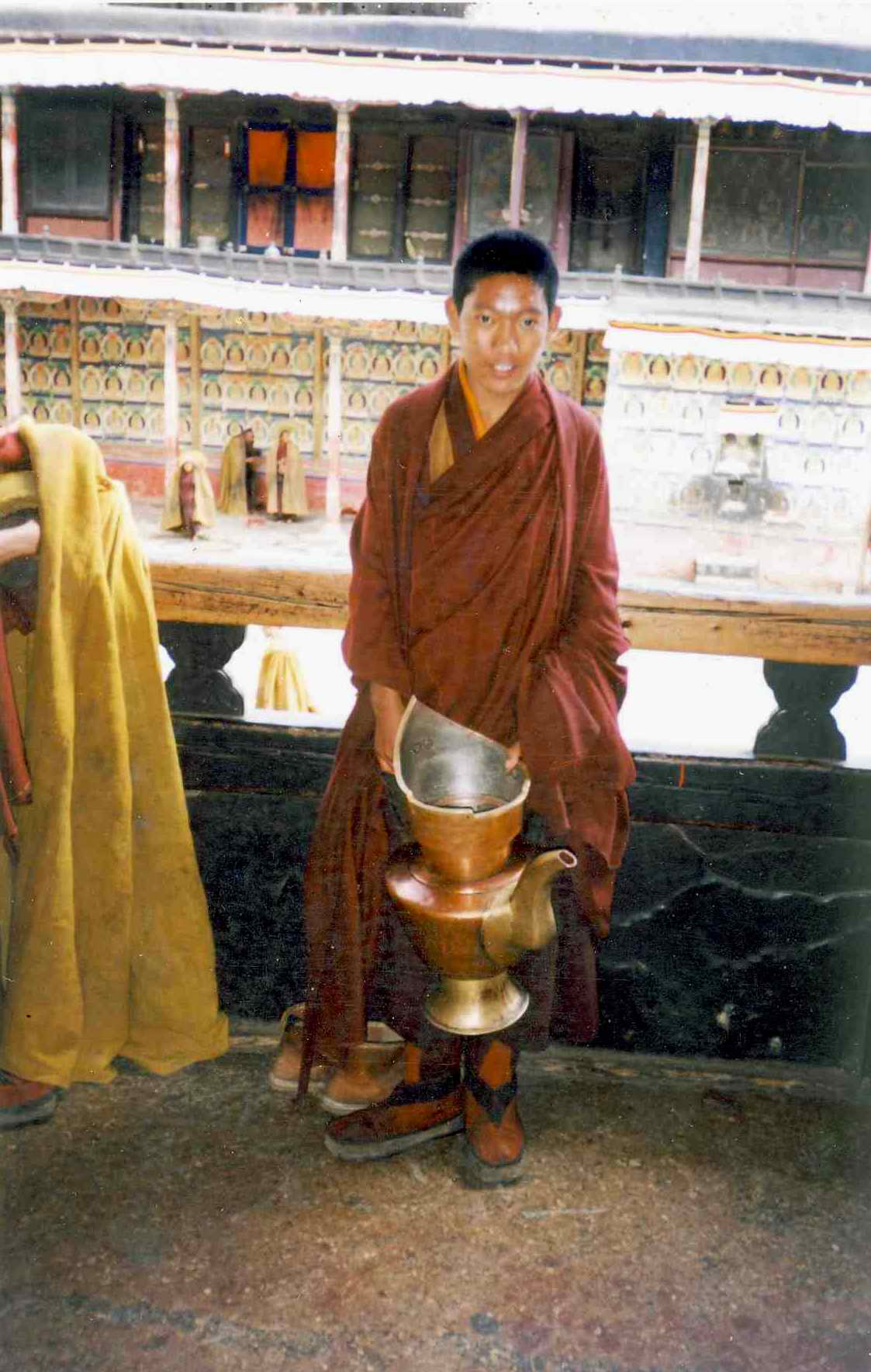
Papnövendék teáskannával

A kolostort 1447-ben alapította az 1. dalai láma, Gedun Trupa, a híres filozófus, Dzse Congkapa tanítványa. Az építkezés költségeit a helyi nemesek adományaiból fedezték. Később a 4. pancsen láma, Loszang Csökji Gyalcen – az első olyan pancsen láma, akiben felfedezték elődei reinkarnációját –  jelentős bővítéseket végzett a kolostoron. Onnantól fogva minden pancsen láma székhelye a Tasilhunpo volt, és az intézmény fokozatosan bővült az évszázadok során.
1791-ben a kolostort megtámadták és kifosztották a nepáli hadsereg gurka harcosai, akiket később sikeresen előztek a kínaiak, akik ezzel egy időben megerősítették saját jelenlétüket a templom és egész Tibet felett. A  Kínai Népköztársaságy állítása szerint Csökji Gyalpo, a 11. pancsen láma került a trónra, miközben Gedun Csökji Nyima, a dalai láma által elfogadott másik 11. pancsen lámát a kínaiak védőőrizetbe vették 1995. után.
Fénykorában a kolostorban több mint 4000 szerzetes élt és tanult. Az intézményhez tartozott négy tantrikus főiskola, melyeknek saját apátjai voltak. Az aktuális pancsen lámák halálát követően ez a négy apát vezette a pancsen láma gyermek reinkarnációja utáni kereséseket, és egyikőjük mindig meg volt bízva  Cang tartomány miniszterelnöki feladataival, a dalai láma ellenőrzése mellett.
1960-ban a pancsen láma távolléte során a kolostort erőteljesen megrongálta a kínai hadsereg, jóllehet kevesebb kárt okoztak itt, mint Tibet más területein. Az 1960-as évek során sok magas rangú láma és egyházi ember hagyta el Tibetet menekültként. Indiában, Nepálban és Bhutánban igyekeztek újra felépíteni a régi kolostoraikat. Az előző pancsen láma nem hagyta el Tibetet, így vele együtt sok magas rangú láma a Tasilhunpo kolostorból szintén maradt az ország területén. Ezáltal más külhonban létesült tibeti kolostorhoz képest az indiai Karnátaka államban felépített Tasilhunpo kolostor valamelyest hátrányosabb helyzetbe került.
Az 1980-as évek eleje óta a Tasilhunpo kolostor egyes részeit megnyitották a nagyközönség előtt, és jelenleg fontos turisztikai látványosságnak számít Tibetben.

## A kolostor termei

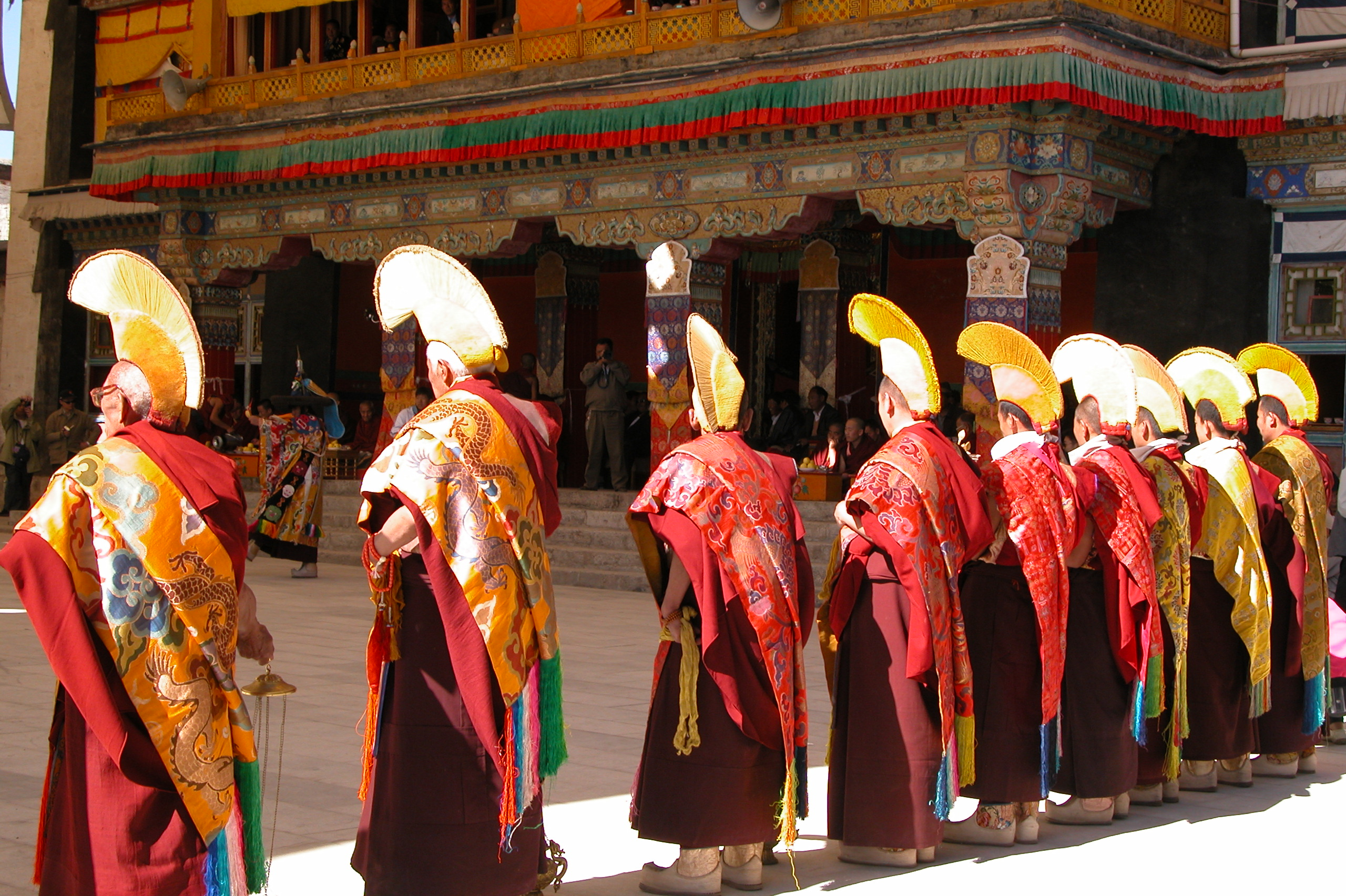
A kolostor szerzetesei

### Dzsamba Csjenmu – a Maitréja templom
A nyugati oldalon található Maitréja templom (Dzsambu Csjenmu) a kolostor legmagasabb épülete (26,2m). 1914-ben építette a 9. pancsen láma, hogy itt kaphasson helyet egy hatalmas méretű Maitréja Buddha szobor. A pompás lótusz trónra ültetett buddha-szobor „európai” testhelyzetben, szimbolikus oktatói tartással ábrázolja az egyetemes tanítót. A méretes szobor ujjai meghaladják az egy métert, és a készítéséhez felhasználtak 279 kg aranyat és 150 000 kg vörös- és sárgarezet. A kamra négy Maitréja kisebb alakos szobrai állnak és az ajtó két oldalán található falfestmények antik stílusa felülmúlja a többi Lhászában található hasonló freskókét.

### Gudong: a pancsen láma palotája
A kolostor keleti oldalán található a pancsen lámák régi lakrésze, a Pancsen láma palota, avagy a Gudong. Szűk udvaron keresztül vezet az út a 4. pancsen láma sírját tartalmazó templomba, amelynek előszobájában a pancsen lámát éltető hatalmas feliratok találhatók a helyiség mindkét végén. Az ezüst és az arany sztúpa sírok kézműves megmunkálása és ékszerei vetélkednek a lhászai Potala palota minden sztúpájával. A 11 méter magas épület 85 kg aranyat és megszámlálhatatlan féldrágakövet tartalmaz. A bal oldalon három Amitábhát ábrázoló szobor van, ő a végtelen fény buddhája, úgy tartják, hogy a pancsen lámák őt testesítik meg. A felső emeleten van egy sor, selyem thangkákkal beborított, hosszú kápolna, amelyek a pancsen lámák életéből mesélnek el fontos eseményeket. Ezek többsége Hangcsou városban készült, ahogy az 1920-as években készült tibeti thangkák többsége. A pancsen lámák régi lakrésze nem látogatható szabadon, de a szobák a Potala palotához képest jóval szerényebbek.

### Fő kántáló terem
A fő kántáló teremben van a pancsen láma trónja és két, egymással összekapcsolt kápolna. A bal oldali egy finoman megmunkált, bujtatott Sakjamuni Buddha szobor nyolc bódhiszattva társaságában, amelyeket selyembe öltöztettek.  A jobb oldalon Tárá alakja látható, az istennő, aki a fenti hegyeket megszentesíti, és akinek a képe a templom minden részében megtalálható. A fehér Tárá istennő az oltár közepét foglalja el, a két oldalán két jáde, zöld Tárá áll.

### Szútra terem

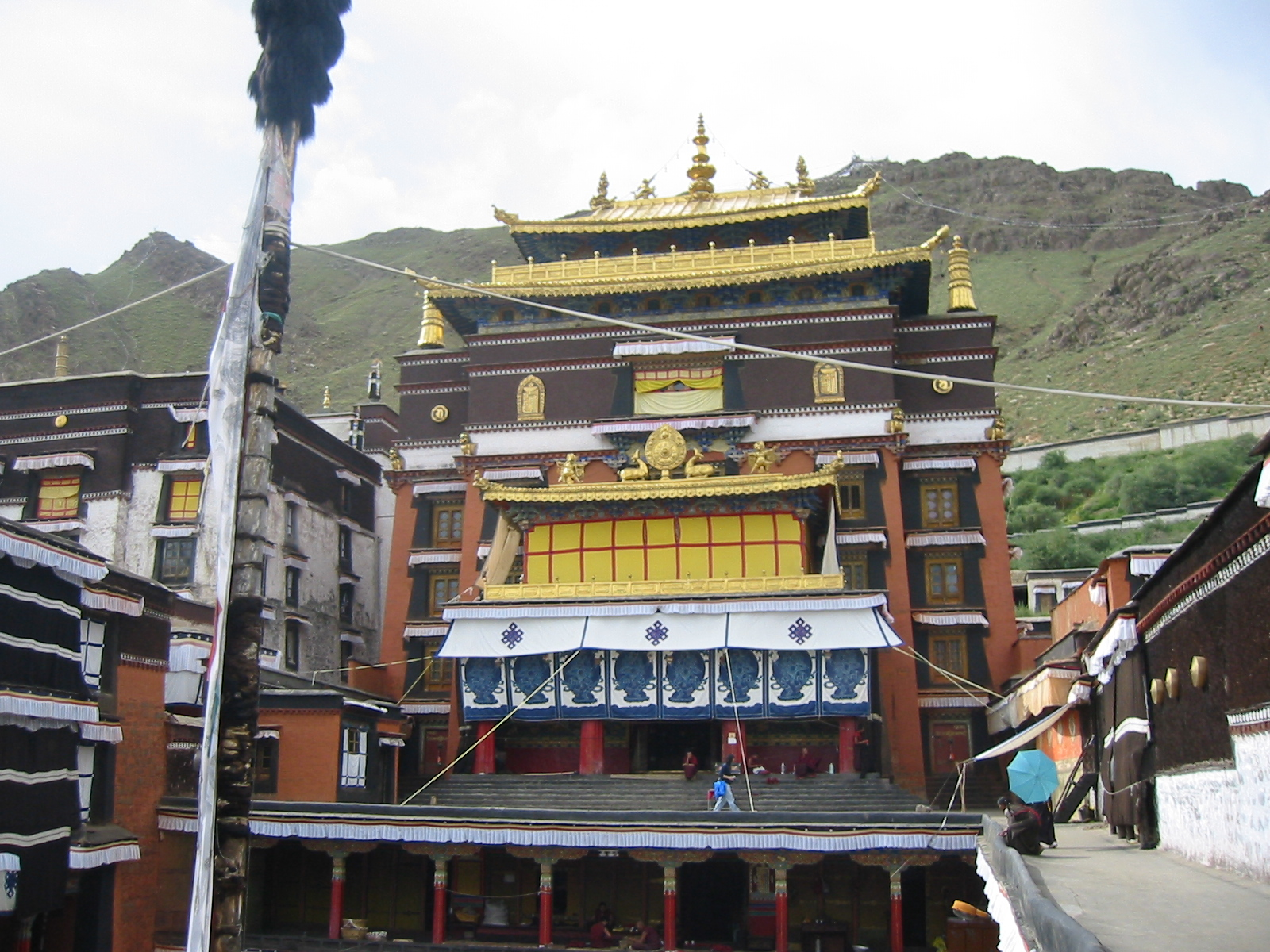
A Tasilhunpo kolostor: A tetőkápolna kétemeletes aranyozott bronz szerkezete a kép tetején látható

A Szútra terem a kolostor kamrájának számít, amelyben mintegy 10 000 kézi faragású fatábla található, amelyeket a buddhista szövegek nyomtatásához használták. Ezek mind az eredeti szanszkrit szövegek tibeti fordításai. A templomba látogató turisták vásárolhatnak a kamrában nyomtatott tibeti naptárakat és színes imazászlókat.

### Gyeni kántáló terem
A Gyeni kántáló terem a kolostor délkeleti szárnyában található, ahol a tibeti buddhizmus gyakorlói buddhista kántálásokat végeznek. Található itt egy tudományos vitázásokra fenntartott kert fákkal. A kántáló terem tetejének északi részén van egy kápolna, ahol az épületszerkezet két magas védőoszlopot alkot maszkok és ősi páncélzatok felhasználásával. Az épületen kívül van néhány különleges, színes Buddhát és állatokat ábrázoló freskó, amelyek a népművészet és az animizmus hatásairól árulkodnak. Az épület a Ngang Főiskola kántáló terme mellett található a nyugati oldalon.

### Ngang Főiskola
A Ngang Főiskola központi helye egy kisebb kántáló terem a Dejangsar udvar felé haladó fő sétány nyugati oldalán. A kolostor kevés szerzetese által végzett Ngang reggeli kántálási szertartásait szent hangszerek kísérik. A zarándokok körbesétálhatják ugyan a termet, de a turistákat, és főleg a fényképészeket kérik, hogy tartsák tiszteletben az érzékeny, szent légkört.

### Csuadzsing Duogang: A nagy udvar
A kolostor nagy udvarának (amelyet úgy neveznek, hogy Csuadzsing Duogang) falait több mint ezer Sakjamuni kép díszíti. Az alakok öt szimbolikus mudrát (kéz- és testtartás) vesznek fel ismétlődő motívumként.

### A nagy galéria
A Dejangsar udvart körbevevő kolostorgaléria a keleti rész kápolnáihoz vezet, hol több száz apró buddha-szobor található.

### Tetőkápolnák
A Tasilhunpo kolostornak több bronzkapus kápolnája van két szinten. Az északi oldalon, a kántáló terem kápolnái fölött van az 1. dalai láma temetkezési sztúpája, az egyetlen dalai láma, akinek Lhászán kívül esik a temetkezési helye. A keleti oldalon található a „szörnyűségek kamrája” kápolna. A falra festett démonok, amelyeket ma a buddhizmus védelmezőinek tartanak, korábban félelmetes istennek számítottak a buddhizmus megelőző, animista bon vallásban. Délen található egy Tárá kápolna kék és aranyszínű freskókkal, amelyek a tibeti történelmet ábrázolják.

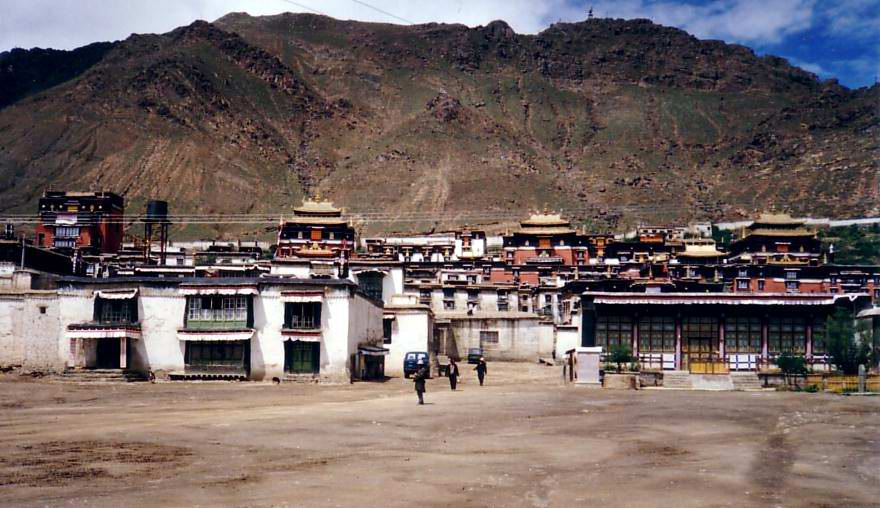
A Tasilhunpo kolostor, Sigace, Tibet, 1993

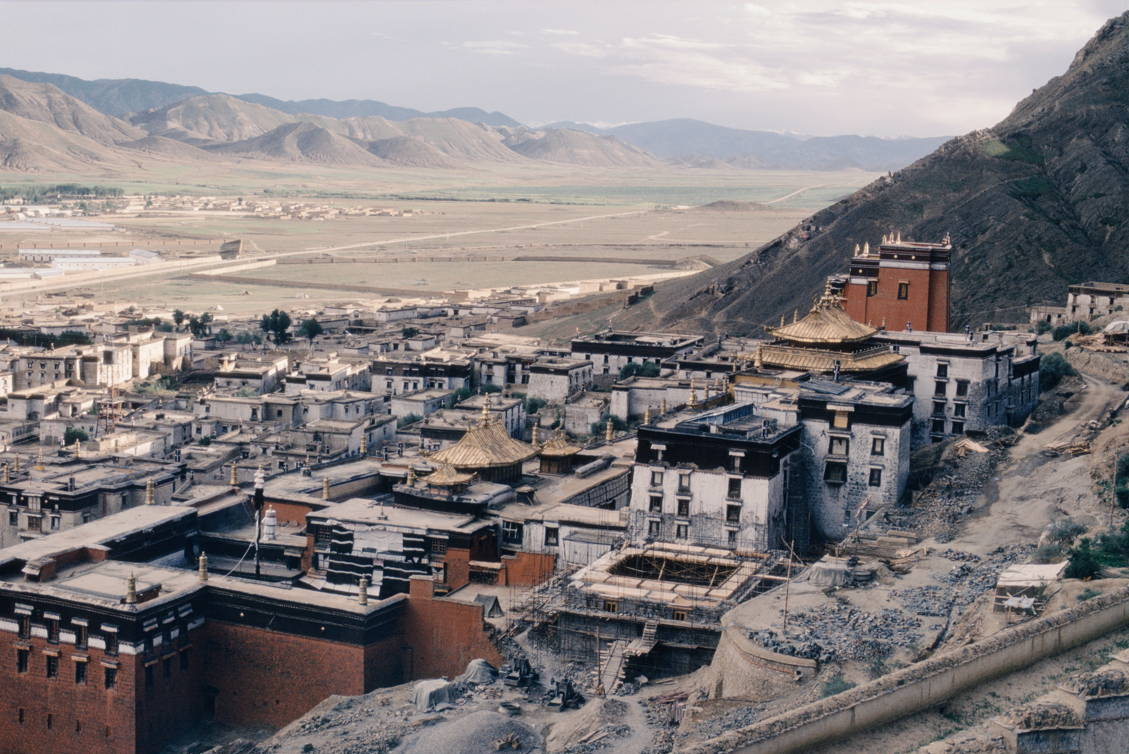
A Tasilhunpo kolostor, Tibet, 1985

## Alintézmények
Az egyik híres alintézménye volt a Drongce kolostor, 14 km-re északra Cecsen várostól.